# Гулько Борис Францович
Борис Францович Гулько,  (рос. Борис Францевич Гулько; 9 лютого 1947 у Ерфурт) – американський шахіст i шаховий тренер (Старший тренер ФІДЕ від 2004 року) російського походження, гросмейстер від 1976 року.

## Шахова кар'єра

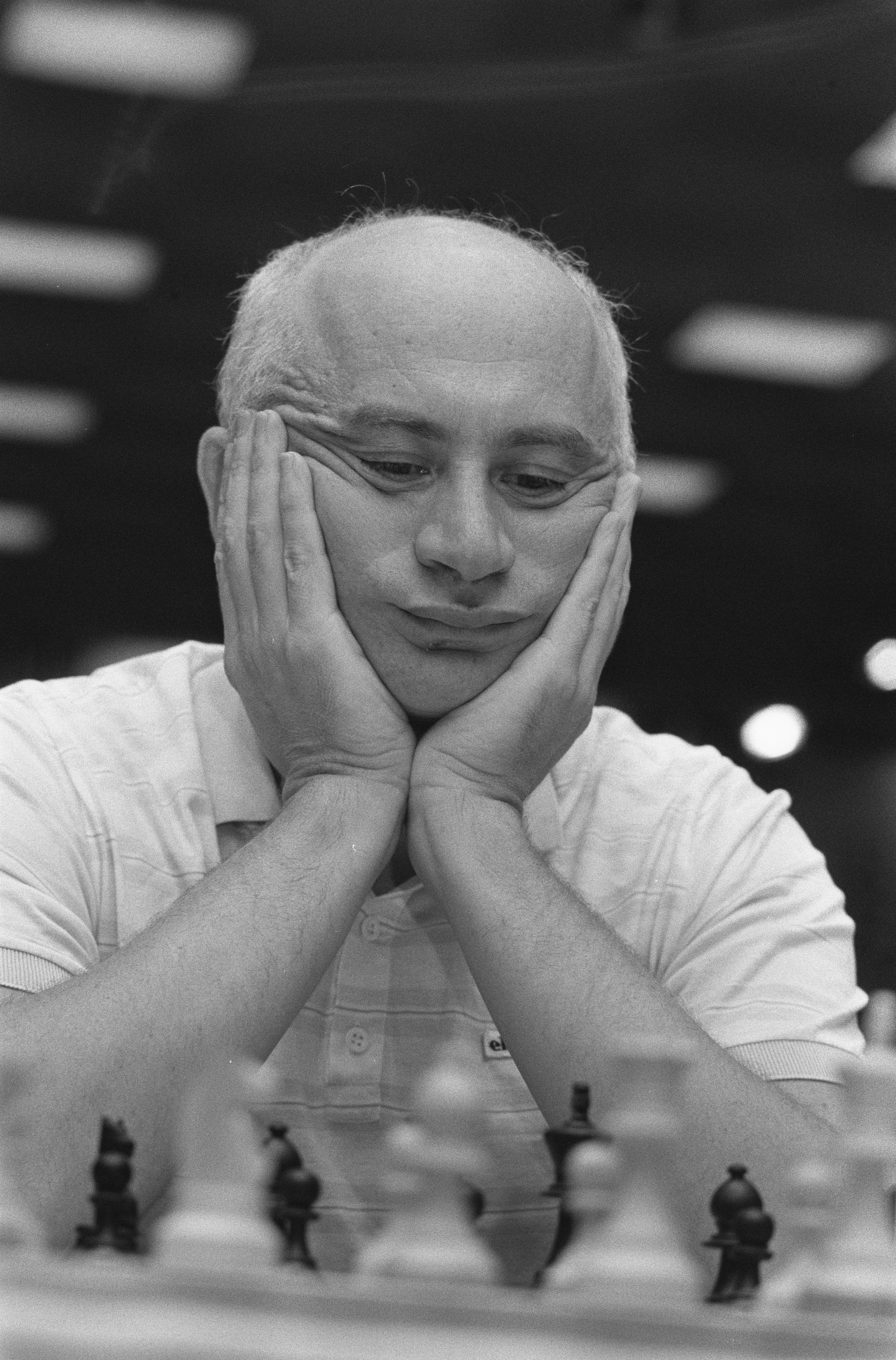
Гулько Борис Францович, Амстердам 1987

Народився в Німеччині під час служби його батька в лавах Радянської армії в Тюрингії. Почав грати в шахи на початку 1960-х років, а перших успіхів досягнув у 1-й половині 1970-х. 1974 року виграв (разом з Яном Тімманом) турнір у Сомборі. У 1976 році переміг на меморіалі Капабланки у Сьєнфуегосі, а також виступив на міжзональному турнірі в Білі. Наступного року переміг (разом з Йосипом Дорфманом) на чемпіонаті СРСР у Ленінграді.
Від 1978 року перебував у постійному конфлікті з комуністичною владою, тож разом зі своєю дружиною, гросмейстером серед жінок Анною Ахшарумовою, попросив дозволу на виїзд за кордон. Нарешті 1986 року дістав цей дозвіл і через Ізраїль емігрував до Сполучених Штатів.
У наступних роках досягнув низки успіхів, зокрема, переміг у Білі (1987 i 1988, разом з Іваном Соколовим), а також Леоні (1992). У 1993 році у Гронінген посів 6-те місце i потрапив до претендентських матчів, які організувала ПША, однак там у першому колі програв з рахунком 5½ - 6½ Найджелові Шорту, в поєдинку, що відбувся в 1994 році в Нью-Йорку. У 1994 i 1999 роках вигравав чемпіонат США. 1996 року переміг у Лас-Пальмасі, a 1998-го на турнірі Kona (разом з Юдіт Полгар). На Чемпіонаті світу ФІДЕ 2000, який проходив за нокаут-системою у Нью-Делі, дійшов до 4-го раунду, в якому поступився Євгенові Бареєву. 2000 року поділив 1-ше місце (разом з Ларсом Бо Хансеном i Йонні Гектором) на турнірі Politiken Cup у Копенгагені. У 2001 році переміг (разом з Яном Тімманом) у Мальме (турнір Sigeman & Co). 2003 року поділив 1-ше місце на турнірі за швейцарською системою у Віллемстаді (цей успіх повторив також 2005 року).
У 1978–2004 роках десять разів брав участь у шахових олімпіадах, із яких один раз за збірну СРСР (1978). У своєму доробку має чотири медалі в командному заліку: три срібні (у 1978, 1990 i 1998 роках), а також бронзову 1996 року. Також є чемпіоном світу в командному заліку 1993 року. На тих турнірах здобув ще дві медалі (срібну в командному заліку 1997 року i бронзову в особистому заліку 1993 року).
У 2004 році опублікував відкритого листа до президента ФІДЕ Кірсана Ілюмжинова.
Найвищий рейтинг у кар'єрі мав 1 січня 2000 року, досягнувши 2644 пунктів ділив тоді 36-те місце (разом з Валерієм Саловим) у рейтинг-листі ФІДЕ, займаючи 2-ге місце (позаду Яссера Сейравана) серед американських шахістів.

## Зміни рейтингу
| На цьому місці має відображатися графік чи діаграма, однак з технічних причин його відображення наразі вимкнено. Будь ласка, не видаляйте код, який викликає це повідомлення. Розробники вже працюють для того, щоби відновити штатне функціонування цього графіка або діаграми. | |
| | На цьому місці має відображатися графік чи діаграма, однак з технічних причин його відображення наразі вимкнено. Будь ласка, не видаляйте код, який викликає це повідомлення. Розробники вже працюють для того, щоби відновити штатне функціонування цього графіка або діаграми. |